# Astana Fýtbol Klýby 2020
Questa voce raccoglie le informazioni riguardanti l'FC Astana nelle competizioni ufficiali della stagione 2020.

## Maglie e sponsor
Per la stagione 2020, il fornitore tecnico è Adidas, mentre gli sponsor di maglia sono Samruk-Kazyna e Olimp (sulla manica sinistra e sui pantaloncini).
| 1ª divisa | 2ª divisa | 3ª divisa |

## Rosa
| N. |                         | Ruolo | Calciatore             |
| -- | ----------------------- | ----- | ---------------------- |
| 1  | Kazakistan (bandiera)   | P     | Nenad Erić (capitano)  |
| 2  | Serbia (bandiera)       | D     | Antonio Rukavina       |
| 4  | Serbia (bandiera)       | D     | Uroš Radaković         |
| 6  | Montenegro (bandiera)   | D     | Žarko Tomašević        |
| 7  | Bielorussia (bandiera)  | C     | Maks Ebong             |
| 9  | Romania (bandiera)      | C     | Dorin Rotariu          |
| 10 | Islanda (bandiera)      | C     | Rúnar Már Sigurjónsson |
| 11 | Armenia (bandiera)      | C     | Tigran Barseġyan       |
| 14 | Croazia (bandiera)      | C     | Marin Tomasov          |
| 15 | Kazakistan (bandiera)   | D     | Abzal Beýsebekov       |
| 18 | Bielorussia (bandiera)  | C     | Ivan Maeŭski           |
| 19 | RD del Congo (bandiera) | A     | Firmin Mubele          |
| 20 | Cipro (bandiera)        | A     | Pieros Sōtīriou        |
| 22 | Kazakistan (bandiera)   | P     | Dmıtrıı Nepogodov      |

| N. |                       | Ruolo | Calciatore         |
| -- | --------------------- | ----- | ------------------ |
| 24 | Croazia (bandiera)    | D     | Luka Šimunović     |
| 25 | Kazakistan (bandiera) | D     | Serhij Malyj       |
| 27 | Kazakistan (bandiera) | D     | Yurïý Logvïnenko   |
| 28 | Kazakistan (bandiera) | C     | Iýrıı Persýh       |
| 29 | Kazakistan (bandiera) | C     | Mädï Jaqıpbayev    |
| 44 | Kazakistan (bandiera) | D     | Evgenij Postnikov  |
| 53 | Kazakistan (bandiera) | P     | Stanïslav Pavlov   |
| 66 | Kazakistan (bandiera) | C     | Sultan Sağınayev   |
| 72 | Kazakistan (bandiera) | A     | Stanïslav Basmanov |
| 73 | Kazakistan (bandiera) | C     | Dïdar Jalmuqan     |
| 76 | Kazakistan (bandiera) | D     | Dinmuxamed Kaşken  |
| 77 | Kazakistan (bandiera) | D     | Dmïtrïý Şomko      |
| 92 | Kazakistan (bandiera) | A     | Ramazan Kárimov    |
| 99 | Kazakistan (bandiera) | A     | Alekseý Şçetkïn    |

## Calciomercato

### Sessione invernale
| Acquisti | Acquisti          | Acquisti           | Acquisti      |
| R.       | Nome              | da                 | Modalità      |
| -------- | ----------------- | ------------------ | ------------- |
| P        | Dmıtrıı Nepogodov | Ordabasy           | fine prestito |
| P        | Danïl Podımskïý   | Kaspıı             | fine prestito |
| D        | Marat Bystrov     | Ordabasy           | fine prestito |
| D        | Dinmuxamed Kaşken | Stadium Casablanca | svincolato    |
| D        | Talğat Kwsyapov   | Kaspıı             | fine prestito |
| D        | Serhij Malyj      | Ordabasy           | fine prestito |
| C        | Tigran Barseġyan  | Qaisar             | svincolato    |
| C        | Richard           | Qarabağ            | fine prestito |
| C        | Sultan Sağınayev  | Ertis              | fine prestito |
| A        | Alekseý Şçetkïn   | Ordabasy           | fine prestito |
| A        | Pieros Sōtīriou   | Copenaghen         | definitivo    |

| Cessioni | Cessioni             | Cessioni | Cessioni   |
| R.       | Nome                 | a        | Modalità   |
| -------- | -------------------- | -------- | ---------- |
| P        | Aleksandr Mokïn      | Tobyl    | svincolato |
| D        | Marat Bystrov        | Ordabasy | svincolato |
| D        | Talğat Kwsyapov      | Oqjetpes | definitivo |
| D        | Lev Skvorcov         | Atyrau   | prestito   |
| C        | Jaslan Kairkenov     | Atyrau   | prestito   |
| C        | Serikjan Mujïqov     | Tobyl    | svincolato |
| C        | Richard              | Baniyas  | svincolato |
| C        | Sultan Sağınayev     | Kaspıı   | prestito   |
| A        | Rangelo Janga        | Lugano   | prestito   |
| A        | Ramazan Kárimov      | Kaspıı   | prestito   |
| A        | Roman Mýrtazaev      | Tobyl    | svincolato |
| A        | Vladıslav Prokopenko | Aqtöbe   | prestito   |
| A        | Sergey Xïjnïçenko    | Ordabasy | svincolato |

### Sessione estiva
| Acquisti | Acquisti         | Acquisti     | Acquisti      |
| R.       | Nome             | da           | Modalità      |
| -------- | ---------------- | ------------ | ------------- |
| D        | Uroš Radaković   | Sparta Praga | prestito      |
| C        | Sultan Sağınayev | Kaspıı       | fine prestito |
| A        | Rangelo Janga    | Lugano       | fine prestito |
| A        | Ramazan Kárimov  | Kaspıı       | fine prestito |

| Cessioni | Cessioni          | Cessioni | Cessioni      |
| R.       | Nome              | a        | Modalità      |
| -------- | ----------------- | -------- | ------------- |
| D        | Dinmuxamed Kaşken | Qaisar   | prestito      |
| D        | Serhij Malyj      | Tobyl    | svincolato    |
| D        | Sagï Sovet        | Arys     | prestito      |
| A        | Rangelo Janga     | N.E.C.   | prestito      |
| A        | Firmin Mubele     | Tolosa   | fine prestito |

## Risultati

### Prem'er Ligasy

#### Girone d'andata
| Arbitro: | Qızılbayev (Aqtöbe) |

|                                                |           |  |
| Sōtīriou 51’, 82’ Sigurjónsson 88’ Tomasov 90’ | Marcatori |  |

| Arbitro: | Atajanov (Şımkent) |

|                                     |           |                                                      |
| Stanisavljević 63’ Bondarenko 90+2’ | Marcatori | 16’ (rig.) Sigurjónsson 18’ Barseġyan 41’ Logvïnenko |

| 1º luglio 2020 3ª giornata |  | – (turno di riposo) |  |  |

| Arbitro: | Ïzmaýlov (Taldıqorğan) |

|                            |           |  |
| Nurğalïyev 31’ Mujïqov 57’ | Marcatori |  |

| Arbitro: | Raxïmbayev (Almaty) |

|                                        |           |  |
| Sigurjónsson 45+2’ (rig.) Jalmuqan 80’ | Marcatori |  |

| Arbitro: | Kwçïn (Karaganda) |

|                                              |           |  |
| Alykulov 24’ Ábiken 47’ Radaković 49’ (aut.) | Marcatori |  |

| Arbitro: | Goroxovodackïý (Almaty) |

|            |           |           |
| Rotariu 4’ | Marcatori | 48’ Silva |

| Arbitro: | Vïşnïçenko (Qostanay) |

|                |           |                                     |
| João Paulo 70’ | Marcatori | 57’ (rig.), 64’ (rig.) Sigurjónsson |

| Arbitro: | Çesnokov (Öskemen) |

|              |           |               |
| Sōtīriou 63’ | Marcatori | 71’ Táttibaev |

| Arbitro: | Abdwllayev (Karatau) |

|  |           |               |
|  | Marcatori | 87’ Tomašević |

| Arbitro: | Qızılbayev (Aqtöbe) |

|                                   |           |  |
| Tomašević 39’, 65’ Beýsebekov 78’ | Marcatori |  |

#### Girone di ritorno
| Arbitro: | Ïzmaýlov (Taldıqorğan) |

|                  |           |                         |
| Sigurjónsson 37’ | Marcatori | 73’ Sebaihi 75’ Marusyč |

| 18 ottobre 2020 13ª giornata |  | – (turno di riposo) |  |  |

| Arbitro: | Tevyaşov (Oral) |

|             |           |  |
| Şçetkïn 66’ | Marcatori |  |

| Arbitro: | Sarïev (Oral) |

|               |           |                                                 |
| Dmitrijev 55’ | Marcatori | 10’, 28’ Barseġyan 40’ Tomasov 50’, 86’ Şçetkïn |

| Arbitro: | Çesnokov (Öskemen) |

|  |           |               |
|  | Marcatori | 31’ Aýımbetov |

| Arbitro: | Qızılbayev (Aqtöbe) |

|              |           |  |
| Nyuiadzi 32’ | Marcatori |  |

| Arbitro: | Moskovçenko (Petropavl) |

|             |           |                |
| Şçetkïn 84’ | Marcatori | 38’ Xïjnïçenko |

| Arbitro: | Saxï (Qyzylorda) |

|                                    |           |              |
| Mingazow 6’ Zenjov 24’ Tapalov 79’ | Marcatori | 90’ Jalmuqan |

| Arbitro: | Baýımbet (Taraz) |

|                                      |           |           |
| Tomasov 25’ Sōtīriou 61’, 73’ (rig.) | Marcatori | 30’ Fedïn |

| Arbitro: | Gawzer (Petropavl) |

|            |           |                          |
| Zaleski 4’ | Marcatori | 61’ Tomasov 81’ Sōtīriou |

| Arbitro: | Kwçïn (Karaganda) |

|  |           |               |
|  | Marcatori | 45+2’ Maeŭski |

### Champions League
| Arbitro: | Simović |

|                                                                |           |                                        |
| Hardzjajčuk 15’, 22’ Pjačėnin 17’ Sjadz'ko 37’ Diallo 55’, 90’ | Marcatori | 45’ Tomasov 53’ Rotariu 87’ Beýsebekov |

### Europa League
| Arbitro: | Muntean |

|  |           |            |
|  | Marcatori | 25’ Terzić |

### Supercoppa
| Arbitro: | Vïşnïçenko (Qostanay) |

|              |           |  |
| Sōtīriou 40’ | Marcatori |  |

## Statistiche

### Statistiche di squadra
| Competizione              | Punti | In casa | In casa | In casa | In casa | In casa | In casa | In trasferta | In trasferta | In trasferta | In trasferta | In trasferta | In trasferta | Totale | Totale | Totale | Totale | Totale | Totale | DR  |
| Competizione              | Punti | G       | V       | N       | P       | Gf      | Gs      | G            | V            | N            | P            | Gf           | Gs           | G      | V      | N      | P      | Gf     | Gs     | DR  |
| ------------------------- | ----- | ------- | ------- | ------- | ------- | ------- | ------- | ------------ | ------------ | ------------ | ------------ | ------------ | ------------ | ------ | ------ | ------ | ------ | ------ | ------ | --- |
| Prem'er Ligasy            | 36    | 10      | 5       | 3       | 2       | 17      | 7       | 10           | 6            | 0            | 4            | 15           | 14           | 20     | 11     | 3      | 6      | 32     | 21     | +11 |
| Champions League          | -     | 0       | 0       | 0       | 0       | 0       | 0       | 1            | 0            | 0            | 1            | 3            | 6            | 1      | 0      | 0      | 1      | 3      | 6      | -3  |
| Europa League             | -     | 1       | 0       | 0       | 1       | 0       | 1       | 0            | 0            | 0            | 0            | 0            | 0            | 1      | 0      | 0      | 1      | 0      | 1      | -1  |
| Supercoppa del Kazakistan | -     | 0       | 0       | 0       | 0       | 0       | 0       | 1            | 1            | 0            | 0            | 1            | 0            | 1      | 1      | 0      | 0      | 1      | 0      | +1  |
| Totale                    | 36    | 11      | 5       | 3       | 3       | 17      | 8       | 12           | 7            | 0            | 5            | 19           | 20           | 23     | 12     | 3      | 8      | 36     | 28     | +8  |

### Andamento in campionato
| Giornata  | 1 | 2 | 3 | 4 | 5 | 6 | 7 | 8 | 9 | 10 | 11 | 12 | 13 | 14 | 15 | 16 | 17 | 18 | 19 | 20 | 21 | 22 |
| --------- | - | - | - | - | - | - | - | - | - | -- | -- | -- | -- | -- | -- | -- | -- | -- | -- | -- | -- | -- |
| Luogo     | C | T | – | T | C | T | C | T | C | T  | C  | C  | –  | C  | T  | C  | T  | C  | T  | C  | T  | T  |
| Risultato | V | V | – | P | V | P | N | V | N | V  | V  | P  | –  | V  | V  | P  | P  | N  | P  | V  | V  | V  |
| Posizione | 1 | 1 | 2 | 2 | 2 | 2 | 3 | 2 | 2 | 2  | 2  | 2  | 3  | 2  | 2  | 2  | 3  | 2  | 3  | 3  | 3  | 3  |

Legenda:

Luogo: C = Casa; T = Trasferta. Risultato: V = Vittoria; N = Pareggio; P = Sconfitta.

### Statistiche dei giocatori
Sono in corsivo i calciatori che hanno lasciato la società a stagione in corso.
| Giocatore          | Qazaqstan Prem'er Ligasy | Qazaqstan Prem'er Ligasy | Qazaqstan Prem'er Ligasy | Qazaqstan Prem'er Ligasy | Supercoppa del Kazakistan | Supercoppa del Kazakistan | Supercoppa del Kazakistan | Supercoppa del Kazakistan | UEFA Champions League | UEFA Champions League | UEFA Champions League | UEFA Champions League | UEFA Europa League | UEFA Europa League | UEFA Europa League | UEFA Europa League | Totale   | Totale | Totale      | Totale     |
| Giocatore          | Presenze                 | Reti                     | Ammonizioni              | Espulsioni               | Presenze                  | Reti                      | Ammonizioni               | Espulsioni                | Presenze              | Reti                  | Ammonizioni           | Espulsioni            | Presenze           | Reti               | Ammonizioni        | Espulsioni         | Presenze | Reti   | Ammonizioni | Espulsioni |
| ------------------ | ------------------------ | ------------------------ | ------------------------ | ------------------------ | ------------------------- | ------------------------- | ------------------------- | ------------------------- | --------------------- | --------------------- | --------------------- | --------------------- | ------------------ | ------------------ | ------------------ | ------------------ | -------- | ------ | ----------- | ---------- |
| T. Barseġyan       | 19                       | 3                        | 5                        | 0                        | 1                         | 0                         | 0                         | 0                         | 1                     | 0                     | 0                     | 0                     | 1                  | 0                  | 1                  | 0                  | 22       | 3      | 6           | 0          |
| S. Basmanov        | 1                        | 0                        | 0                        | 0                        | 0                         | 0                         | 0                         | 0                         | 0                     | 0                     | 0                     | 0                     | 0                  | 0                  | 0                  | 0                  | 1        | 0      | 0           | 0          |
| A. Beýsebekov      | 17                       | 1                        | 3                        | 0                        | 1                         | 0                         | 0                         | 0                         | 1                     | 1                     | 0                     | 0                     | 1                  | 0                  | 0                  | 0                  | 20       | 2      | 3           | 0          |
| M. Ebong           | 18                       | 0                        | 4                        | 0                        | 1                         | 0                         | 0                         | 0                         | 1                     | 0                     | 0                     | 0                     | 1                  | 0                  | 0                  | 0                  | 21       | 0      | 4           | 0          |
| N. Erić            | 15                       | -17                      | 0                        | 0                        | 1                         | 0                         | 0                         | 0                         | 0                     | 0                     | 0                     | 0                     | 1                  | -1                 | 0                  | 0                  | 17       | -18    | 0           | 0          |
| D. Jalmuqan        | 13                       | 2                        | 0                        | 0                        | 0                         | 0                         | 0                         | 0                         | 0                     | 0                     | 0                     | 0                     | 0                  | 0                  | 0                  | 0                  | 13       | 2      | 0           | 0          |
| M. Jaqıpbayev      | 4                        | 0                        | 1                        | 0                        | 0                         | 0                         | 0                         | 0                         | 0                     | 0                     | 0                     | 0                     | 0                  | 0                  | 0                  | 0                  | 4        | 0      | 1           | 0          |
| R. Kárimov         | 3                        | 0                        | 0                        | 0                        | 0                         | 0                         | 0                         | 0                         | 0                     | 0                     | 0                     | 0                     | 0                  | 0                  | 0                  | 0                  | 3        | 0      | 0           | 0          |
| D. Kaşken          | 0                        | 0                        | 0                        | 0                        | 0                         | 0                         | 0                         | 0                         | 0                     | 0                     | 0                     | 0                     | 0                  | 0                  | 0                  | 0                  | 0        | 0      | 0           | 0          |
| Y. Logvïnenko      | 14                       | 1                        | 4                        | 0                        | 1                         | 0                         | 0                         | 0                         | 0                     | 0                     | 0                     | 0                     | 0                  | 0                  | 0                  | 0                  | 15       | 1      | 4           | 0          |
| I. Maeŭski         | 15                       | 1                        | 1                        | 0                        | 1                         | 0                         | 0                         | 0                         | 1                     | 0                     | 0                     | 0                     | 1                  | 0                  | 0                  | 0                  | 18       | 1      | 1           | 0          |
| S. Malyj           | 3                        | 0                        | 2                        | 0                        | 1                         | 0                         | 0                         | 0                         | 0                     | 0                     | 0                     | 0                     | 0                  | 0                  | 0                  | 0                  | 4        | 0      | 2           | 0          |
| F. Mubele          | 0                        | 0                        | 0                        | 0                        | 0                         | 0                         | 0                         | 0                         | 0                     | 0                     | 0                     | 0                     | 0                  | 0                  | 0                  | 0                  | 0        | 0      | 0           | 0          |
| D. Nepogodov       | 5                        | -4                       | 0                        | 0                        | 0                         | 0                         | 0                         | 0                         | 1                     | -6                    | 0                     | 0                     | 0                  | 0                  | 0                  | 0                  | 6        | -10    | 0           | 0          |
| S. Pavlov          | 0                        | 0                        | 0                        | 0                        | 0                         | 0                         | 0                         | 0                         | 0                     | 0                     | 0                     | 0                     | 0                  | 0                  | 0                  | 0                  | 0        | 0      | 0           | 0          |
| I. Persýh          | 9                        | 0                        | 0                        | 0                        | 0                         | 0                         | 0                         | 0                         | 1                     | 0                     | 0                     | 0                     | 0                  | 0                  | 0                  | 0                  | 10       | 0      | 0           | 0          |
| E. Postnikov       | 13                       | 0                        | 4                        | 0                        | 1                         | 0                         | 1                         | 0                         | 0                     | 0                     | 0                     | 0                     | 1                  | 0                  | 1                  | 0                  | 15       | 0      | 6           | 0          |
| U. Radaković       | 12                       | 0                        | 1                        | 0                        | 0                         | 0                         | 0                         | 0                         | 1                     | 0                     | 0                     | 0                     | 1                  | 0                  | 1                  | 0                  | 14       | 0      | 2           | 0          |
| D. Rotariu         | 13                       | 1                        | 0                        | 0                        | 1                         | 0                         | 0                         | 0                         | 1                     | 1                     | 0                     | 0                     | 1                  | 0                  | 0                  | 0                  | 16       | 2      | 0           | 0          |
| A. Rukavina        | 11                       | 0                        | 1                        | 0                        | 0                         | 0                         | 0                         | 0                         | 0                     | 0                     | 0                     | 0                     | 0                  | 0                  | 0                  | 0                  | 11       | 0      | 1           | 0          |
| S. Sağınayev       | 2                        | 0                        | 0                        | 0                        | 0                         | 0                         | 0                         | 0                         | 0                     | 0                     | 0                     | 0                     | 0                  | 0                  | 0                  | 0                  | 2        | 0      | 0           | 0          |
| A. Şçetkïn         | 15                       | 4                        | 0                        | 0                        | 1                         | 0                         | 0                         | 0                         | 1                     | 0                     | 0                     | 0                     | 1                  | 0                  | 0                  | 0                  | 18       | 4      | 0           | 0          |
| R. M. Sigurjónsson | 15                       | 6                        | 2                        | 0                        | 1                         | 0                         | 0                         | 0                         | 0                     | 0                     | 0                     | 0                     | 1                  | 0                  | 0                  | 0                  | 17       | 6      | 2           | 0          |
| L. Šimunović       | 8                        | 0                        | 0                        | 0                        | 0                         | 0                         | 0                         | 0                         | 1                     | 0                     | 0                     | 0                     | 1                  | 0                  | 1                  | 0                  | 10       | 0      | 1           | 0          |
| D. Şomko           | 16                       | 0                        | 3                        | 0                        | 1                         | 0                         | 1                         | 0                         | 1                     | 0                     | 0                     | 0                     | 1                  | 0                  | 0                  | 0                  | 19       | 0      | 4           | 0          |
| P. Sōtīriou        | 15                       | 6                        | 3                        | 0                        | 1                         | 1                         | 1                         | 0                         | 1                     | 0                     | 0                     | 0                     | 1                  | 0                  | 1                  | 0                  | 18       | 7      | 5           | 0          |
| Ž. Tomašević       | 11                       | 3                        | 0                        | 0                        | 0                         | 0                         | 0                         | 0                         | 0                     | 0                     | 0                     | 0                     | 0                  | 0                  | 0                  | 0                  | 11       | 3      | 0           | 0          |
| M. Tomasov         | 17                       | 4                        | 1                        | 0                        | 1                         | 0                         | 0                         | 0                         | 1                     | 1                     | 0                     | 0                     | 1                  | 0                  | 0                  | 0                  | 20       | 5      | 1           | 0          |